# Marius Papšys
Marius Papšys (Klaipėda, 13 maggio 1989) è un calciatore lituano, centrocampista del Sirijus Klaipėda.

## Caratteristiche tecniche
Esterno sinistro, può giocare come terzino su entrambe le fasce.

## Carriera

### Nazionale
Il 7 giugno 2011 esordisce giocando un'amichevole contro la Norvegia, persa 1-0.